# Ryder Cup 1995
Navigation
1993 1997
La Ryder Cup 1995, trente et unième édition de la Ryder Cup, a lieu du 22 au 24 septembre 1995, au Oak Hill Country Club (en) à Pittsford, un village près de Rochester dans l'État de New York, États-Unis.
L'équipe d'Europe s'impose sur le score de 14½ à 13½. Cette victoire européenne n'est, à cette époque, que sa deuxième sur le sol américain. La précédente victoire ayant eue lieue lors de la Ryder Cup 1987, huit ans plus tôt.
Bernard Gallacher, officie ici, pour la troisième fois consécutivement à la direction de l’équipe européenne et c'est sa première victoire.

## Organisation

### Parcours
La compétition se déroule au Oak Hill Country Club (en), situé à Pittsford dans l'État de New York aux États-Unis pour une longueur de 6 902 yards (6 311 mètres) en 70 coups.
| Aller | Aller | Aller                     | Retour | Retour | Retour                    |
| N°    | Par   | Distance (yards / mètres) | N°     | Par    | Distance (yards / mètres) |
| ----- | ----- | ------------------------- | ------ | ------ | ------------------------- |
| 1     | 4     | 440 / 402                 | 10     | 4      | 429 / 392                 |
| 2     | 4     | 401 / 367                 | 11     | 3      | 192 / 176                 |
| 3     | 3     | 202 / 185                 | 12     | 4      | 372 / 340                 |
| 4     | 5     | 570 / 521                 | 13     | 5      | 598 / 547                 |
| 5     | 4     | 406 / 371                 | 14     | 4      | 323 / 295                 |
| 6     | 3     | 167 / 153                 | 15     | 3      | 184 / 168                 |
| 7     | 4     | 431 / 394                 | 16     | 4      | 439 / 401                 |
| 8     | 4     | 426 / 390                 | 17     | 4      | 458 / 419                 |
| 9     | 4     | 419 / 383                 | 18     | 4      | 445 / 407                 |
| Aller | 35    | 3 462 / 3 166             | Retour | 35     | 3 440 / 3 145             |

## Équipes
Comme lors des éditions précédentes, dix joueurs américains sont sélectionnés à partir des dix premiers joueurs au classement des points de l'Official World Golf Ranking. Les deux derniers qualifiés Curtis Strange et Fred Couples sont les deux choix du capitaine Lanny Wadkins (en).
Pour le processus de la sélection européenne, deux changements importants apparaissent. À partir de cette édition, l'argent et les points gagnés lors des trois majeurs américains (Masters de golf, Championnat de la PGA et US Open de golf) sont pris en compte dans le classement pour la selection à la Ryder Cup. Ce changement a pour but de permettre aux meilleurs joueurs européens qui participe à ces trois majeur, d’obtenir une qualification automatique. Du fait de ce changement qui permet aux 10 premiers d'être sélectionnés, le nombre de choix du capitaine passe de trois à deux. La période pour se qualifier commence en septembre avec l'Omega European Masters qui se déroule en Suisse, jusqu'à l'Open d'Allemagne de golf le 27 août. Les deux joueurs restants étant, comme par le passé, selectionner par le capitaine de l'équipe européenne Bernard Gallacher.
Lors de la dernière épreuves en Allemagne, Ian Woosnam, eu l’occasion de passer devant Philip Walton, mais de  mauvais résultats lors de la dernière journée, ne lui permirent pas de se qualifier.
Le 28 août, Bernard Gallacher, le capitaine européen annonce ses choix. Nick Faldo avait déjà été annoncé comme le premier de ses choix et José María Olazábal comme le second. Olazábal venait de terminer dans le top 10 des deux derniers tournois de la PGA Tour, mais une blessure au pied durant toute la saison, l'avait amener à se retirer de l'équipe le 11 septembre. Immédiatement, le capitaine Gallacher, porta son choix sur Ian Woosnam pour le remplacer. Olazábal était classé 12e dans la liste des points et 10e au classement mondial au moment de la Ryder Cup.
| États-Unis          | États-Unis                          | Europe                | Europe                              |
| ------------------- | ----------------------------------- | --------------------- | ----------------------------------- |
|                     |                                     |                       |                                     |
| Capitaines          |                                     |                       |                                     |
| Lanny Wadkins (en)  | Lanny Wadkins (en)                  | B.Gallacher           | B.Gallacher                         |
| Joueur              | Note                                | Joueur                | Note                                |
| Fred Couples        | Choix du capitaine 4e participation | Severiano Ballesteros | 8e participation                    |
| Ben Crenshaw        | 4e participation                    | Howard Clark          | 6e participation                    |
| Brad Faxon (en)     | débutant                            | Nick Faldo            | Choix du capitaine 9e participation |
| Jay Haas            | 2e participation                    | David Gilford         | 2e participation                    |
| Peter Jacobsen (en) | 2e participation                    | Mark James            | 7e participation                    |
| Tom Lehman          | débutant                            | Per-Ulrik Johansson   | débutant                            |
| Davis Love III      | 2e participation                    | Bernhard Langer       | 8e participation                    |
| Jeff Maggert        | débutant                            | Colin Montgomerie     | 3e participation                    |
| Phil Mickelson      | débutant                            | Costantino Rocca      | 2e participation                    |
| Corey Pavin         | 3e participation                    | Sam Torrance          | 8e participation                    |
| Loren Roberts (en)  | débutant                            | Philip Walton (en)    | 1re participation                   |
| Curtis Strange      | Choix du capitaine 5e participation | Ian Woosnam           | Choix du capitaine 7e participation |

## Compétition
La Ryder Cup est une compétition de match-play par équipes. Chaque match rapportant 1 point. Le format de cette édition, est la suivante :
- Première journée (vendredi) : 4 matchs en foursomes et 4 matchs en fourballs
- Deuxième journée (samedi) : 4 matchs en foursomes et 4 matchs en fourballs
- Troisième journée (dimanche) : 12 matchs individuels

Foursomes : Dans ce format, par équipe de deux joueurs, les deux golfeurs d'une équipe jouent la même balle à tour de rôle. L’un des joueurs commence les départs pairs et l’autre les impairs. Si l'équipe européenne et l'équipe américaine sont à égalité, les deux équipes partagent le trou.

Fourballs : Dans ce format, par équipe de deux joueurs, tous les golfeurs jouent leurs balles et le golfeur qui réalise le meilleur score du trou donne un point à son équipe. Si le meilleur joueur européen et le meilleur joueur américain sont à égalité, les deux équipes partagent le trou.
Avec un total de 28 points, 14½ points sont nécessaires pour remporter la Coupe, tandis que 14 points suffisent pour que le champion en titre conserve la Coupe.

### Première journée
Vendredi 22 septembre 1995 - Matin
| États-Unis                  | Résultats           | Europe                              |
| --------------------------- | ------------------- | ----------------------------------- |
| Corey Pavin Tom Lehman      | États-Unis : 1 up   | Nick Faldo Colin Montgomerie        |
| Fred Couples Jay Haas       | Europe : 3 et 2     | Costantino Rocca Sam Torrance       |
| Davis Love III Jeff Maggert | États-Unis : 4 et 3 | Howard Clark Mark James             |
| Ben Crenshaw Curtis Strange | Europe : 1 up       | Per-Ulrik Johansson Bernhard Langer |
| 2                           | Session             | 2                                   |
| 2                           | Au général          | 2                                   |

Vendredi 22 septembre 1995 - Après-midi
| États-Unis                          | Résultats           | Europe                              |
| ----------------------------------- | ------------------- | ----------------------------------- |
| Brad Faxon (en) Peter Jacobsen (en) | Europe : 4 et 3     | Severiano Ballesteros David Gilford |
| Jeff Maggert Loren Roberts (en)     | États-Unis : 6 et 5 | Costantino Rocca Sam Torrance       |
| Fred Couples Davis Love III         | États-Unis : 3 et 2 | Nick Faldo Colin Montgomerie        |
| Phil Mickelson Corey Pavin          | États-Unis : 6 et 4 | Per-Ulrik Johansson Bernhard Langer |
| 3                                   | Session             | 1                                   |
| 5                                   | Au général          | 3                                   |

### Deuxième journée
Samedi 23 septembre 1995 - Matin
| États-Unis                             | Résultats         | Europe                         |
| -------------------------------------- | ----------------- | ------------------------------ |
| Jay Haas Curtis Strange                | Europe : 4 et 2   | Nick Faldo Colin Montgomerie   |
| Davis Love III Jeff Maggert            | Europe : 6 et 5   | Costantino Rocca Sam Torrance  |
| Peter Jacobsen (en) Loren Roberts (en) | États-Unis : 1 up | Philip Walton (en) Ian Woosnam |
| Corey Pavin Tom Lehman                 | Europe : 4 et 3   | David Gilford Bernhard Langer  |
| 1                                      | Session           | 3                              |
| 6                                      | Au général        | 6                              |

Samedi 23 septembre 1995 - Après-midi
| États-Unis                     | Résultats           | Europe                              |
| ------------------------------ | ------------------- | ----------------------------------- |
| Fred Couples Brad Faxon (en)   | États-Unis : 4 et 2 | Colin Montgomerie Sam Torrance      |
| Ben Crenshaw Davis Love III    | Europe : 3 et 2     | Costantino Rocca Ian Woosnam        |
| Jay Haas Phil Mickelson        | États-Unis : 3 et 2 | Severiano Ballesteros David Gilford |
| Corey Pavin Loren Roberts (en) | États-Unis : 1 up   | Nick Faldo Bernhard Langer          |
| 3                              | Session             | 1                                   |
| 9                              | Au général          | 7                                   |

### Troisième journée
Dimanche 24 septembre 1995 - Après-midi
| États-Unis          | Résultats           | Europe                |
| ------------------- | ------------------- | --------------------- |
| Tom Lehman          | États-Unis : 4 et 3 | Severiano Ballesteros |
| Peter Jacobsen (en) | Europe : 1 up       | Howard Clark          |
| Jeff Maggert        | Europe : 4 et 3     | Mark James            |
| Fred Couples        | Égalité             | Ian Woosnam           |
| Davis Love III      | États-Unis : 3 et 2 | Costantino Rocca      |
| Brad Faxon (en)     | Europe : 1 up       | David Gilford         |
| Ben Crenshaw        | Europe : 3 et 1     | Colin Montgomerie     |
| Curtis Strange      | Europe : 1 up       | Nick Faldo            |
| Loren Roberts (en)  | Europe : 2 et 1     | Sam Torrance          |
| Corey Pavin         | États-Unis : 3 et 2 | Bernhard Langer       |
| Jay Haas            | Europe: 1 up        | Philip Walton (en)    |
| Phil Mickelson      | États-Unis : 2 et 1 | Per-Ulrik Johansson   |
| 4½                  | Session             | 7½                    |
| 13½                 | Au général          | 14½                   |

## Statistiques des joueurs
| États-Unis          | États-Unis         | États-Unis       | États-Unis    | États-Unis       | Europe                | Europe                             | Europe           | Europe        | Europe           |
| Joueur              | Nombre d'éditions  | Avant 1995 V-D-N | En 1995 V-D-N | Après 1995 V-D-N | Joueur                | Nombre d'éditions                  | Avant 1995 V-D-N | En 1995 V-D-N | Après 1995 V-D-N |
| ------------------- | ------------------ | ---------------- | ------------- | ---------------- | --------------------- | ---------------------------------- | ---------------- | ------------- | ---------------- |
| Fred Couples        | 4 1989-91-93-95    | 3-6-3            | 2-1-1         | 5-7-4            | Severiano Ballesteros | 8 1979-83-85-87-89 91-93-95        | 19-10-5          | 1-2-0         | 20-12-5          |
| Ben Crenshaw        | 4 1981-83-87-95    | 3-5-1            | 0-3-0         | 3-8-1            | Howard Clark          | 6 1977-81-85-87-89 95              | 6-6-1            | 1-1-0         | 7-7-1            |
| Brad Faxon (en)     | 1 1995             | Aucun            | 1-2-0         | 1-2-0            | Nick Faldo            | 10 1977-79-81-83-85 87-89-91-93-95 | 19-13-3          | 2-3-0         | 21-16-3          |
| Jay Haas            | 2 1983-95          | 2-1-1            | 1-3-0         | 3-4-1            | David Gilford         | 2 1991-95                          | 0-2-1            | 3-1-0         | 3-3-1            |
| Peter Jacobsen (en) | 2 1985-95          | 1-2-0            | 1-2-0         | 2-4-0            | Mark James            | 7 1977-79-81-89-91 93-95           | 7-13-1           | 1-1-0         | 8-14-1           |
| Tom Lehman          | 1 1995             | Aucun            | 2-1-0         | 2-1-0            | Per-Ulrik Johansson   | 1 1995                             | Aucun            | 1-2-0         | 1-2-0            |
| Davis Love III      | 2 1993-95          | 2-2-0            | 3-2-0         | 5-4-0            | Bernhard Langer       | 8 1981-83-85-87-89 91-93-95        | 13-8-2           | 2-3-0         | 15-11-2          |
| Jeff Maggert        | 1 1995             | Aucun            | 2-2-0         | 2-2-0            | Colin Montgomerie     | 3 1991-93-95                       | 4-2-2            | 2-3-0         | 6-5-2            |
| Phil Mickelson      | 1 1995             | Aucun            | 3-0-0         | 3-0-0            | Costantino Rocca      | 2 1993-95                          | 0-2-0            | 3-2-0         | 3-4-0            |
| Corey Pavin         | 3 1991-93-95       | 4-4-0            | 4-1-0         | 8-5-0            | Sam Torrance          | 8 1981-83-85-87-89 91-93-95        | 4-12-2           | 3-2-0         | 7-14-0           |
| Loren Roberts (en)  | 1 1995             | Aucun            | 3-1-0         | 3-1-0            | Philip Walton (en)    | 1 1995                             | Aucun            | 1-1-0         | 1-1-0            |
| Curtis Strange      | 5 1977-81-83-89-95 | 6-8-2            | 0-2-0         | 6-10-2           | Ian Woosnam           | 7 1983-85-87-89-91 93-95           | 12-10-3          | 1-1-1         | 13-11-4          |